# Schwandorf

Poloha města Schwandorf na mapě okresu

Schwandorf je německé velké okresní město, sídlo zemského okresu Schwandorf ve vládním obvodu Horní Falc spolkové země Bavorsko. V roce 2015 zde žilo 28 481 obyvatel. Město se původně jménovalo Suainicondorf a dlouho Schwaindorf, což v bavorském nářečí nabylo podoby Schwoandorf. Dnešní název Schwandorf („Labutí ves“) vychází z bavorského tvaru Schwoandorf.

## Geografie

### Poloha
Schwandorf leží ve středu čtyř údolí ve Schwandorfské sníženině v jižní části Hornofalckého lesa. Hornofalcká jezerní kotlina přímo sousedí na severovýchodě s katastrem města. Od severu k jihu protéká městem řeka Nába. Příroda zde v údolí Náby vytvořila širokou rovinu, jejíž okraje tvoří pískovcové vyvýšeniny. Vrch Kreuzberg vystupuje z roviny jako vysoký zelený ostrov. Kdysi se nacházel daleko od bran města, v současnosti je městem doslova obklopen.

### Místní části
Město Schwandorf tvoří městskou aglomeraci a skládá se kromě samotného města z dále uvedených 60 obcí:
| - Altenried - Auhof - Bayernwerk - Bubach an der Naab - Büchelkühn - Bügerlhof - Charlottenhof - Dachelhofen - Dauching - Distlhof - Doblergut - Egidiberg - Ettmannsdorf - Freihöls - Fronberg - Gögglbach | - Grain - Haarhof - Hartenricht - Haselbach - Höflarn - Holzhaus - Irlaching - Irlbach - Irrenlohe - Kager - Kapflhof - Klardorf - Krainhof - Kreith - Krondorf - Kronstetten | - Krumbach - Krumlengenfeld - Lindenlohe - Löllsanlage - Münchshöf - Naabeck - Naabsiegenhofen - Nattermoos - Neukirchen - Neuried - Niederhof - Obersitzenhof - Oberweiherhaus - Prissath - Richt - Scheckenberg | - Siegenthan - Sitzenhof - Spielberg - Stegen - Strengleiten - Striessendorf - Unterweiherhaus - Waltenhof - Wiefelsdorf - Wöllmannsbach - Ziegelhütte - Zielheim |

## Historie

### Přehled dějin
První písemná zmínka o Schwandorfu pochází z roku 1006 n. l. z listiny kláštera svatého Jimrama v Řezně a označuje vesnici Suainicon na řece Nába (Naab) na území Řezenské diecéze. Prehistorické nálezy, například háček na ryby z doby bronzové nebo urnové hroby z období kultury popelnicových polí (1200 až 800 př. n. l.) na území města, stejně jako výzkum původu názvu města, dávají jistotu velmi raného a dlouhotrvajícího osídlení. V roce 1234 byl Schwandorf v Horní Falci sídlem wittelsbašského berního úřadu, v roce 1286 sídlem děkana a z církevního hlediska jedním z center Řezenské diecéze v severním župě. Dne 5. ledna 1299 získalo tržní město oficiální městský statut a od roku 1446 jsou písemně doložena plná městská práva.
Během války o dědictví vévodů z Landshutu v roce 1504 byl Schwandorf téměř kompletně zničen. V letech 1555 až 1617 byl díky augsburskému náboženskému míru Schwandorf po tři generace protestantsko-lutheránský. K této reformované církvi se přihlásil Ottheinrich von Wittelsbach, falcko-neuburský hrabě. Až do sjednocení Bavorska v roce 1777 patřil Schwandorf k falcko-neuburskému knížectví. Navzdory své politicky okrajové poloze (šlo o pohraniční město) byl Schwandorf díky své poloze na staré obchodní a vojenské cestě do Čech i nadále významným hospodářským centrem. Většina historických budov ve městě byla postavena v 16. století. Hospodářská síla města výrazně vzrostla po zavedení železniční trati Norimberk-Schwandorf-Regensburg 12. prosince 1859. Od roku 1863, kdy byla otevřena železniční trať do Weidenu v Horní Falci, se Schwandorf stal významným železničním uzlem.
V roce 1907 žilo ve Schwandorfu 6985 obyvatel. Z nich bylo 6618 katolíků, 333 protestantů, 19 židů, 1 mennonita a 14 neznámého vyznání.
V roce 1933 žilo ve Schwandorfu 29 osob židovského původu. Louis Waldmann spáchal v roce 1939 ve čtvrti Charlottenhof sebevraždu a další obyvatelé Schwandorfu byli deportováni a zavražděni v koncentračních táborech. Oběti holokaustu ve Schwandorfu připomíná 17 Stolpersteinů.
Na konci druhé světové války, 5. dubna 1945, bylo vlakové nádraží opakovaně napadeno střemhlavými bombardéry. Dne 10. dubna 1945 ve 13.45 hodin se osm amerických letadel v nízkém letu dostalo pod palbu vlaku ve Schwandorfu. Dne 17. dubna 1945 mezi 3.52 a 4.07 hodinou bombardovaly kanadské a britské bombardéry Royal Air Force se 167 Lancastery a osmi Mosquity nádraží ve Schwandorfu. Bombardování 633,3 tunami bomb zdevastovalo také centrum města až po čtvrť Kreuzberg. Při tomto náletu zahynulo 1250 osob, mezi nimi uprchlíci a vyhnanci a 495 obyvatel Schwandorfu. 514 domů bylo poškozeno a 674 zcela zničeno. Před útokem měl Schwandorf 1361 budov.

## Městský znak
Znak je dělený, v horní části na černém poli lev s červenou korunou, v dolní části černá bota na poli se stříbro-modrou routovanou šachovnicí. Až na černou botu je Schwandorfský znak totožný se znakem blízkého města Amberg. Znak se také velmi podobá znakům užívaným městy Bacharach, Albersweiler a Bibelnheim. Všechny znaky byly vytvořeny ve stejnou dobu a pravděpodobně i na stejném falckraběcím dvoře. Nejstarší známá pečeť města Schwandorf pochází z roku 1552 a je uložena v bavorském hlavním státním archivu v Mnichově. Nejstarší znak města Ambergu pochází z období okolo roku 1350 a byl s routováním hrabat z Bogenu a lvem, později interpretovaným jako falcký lev.

## Památky

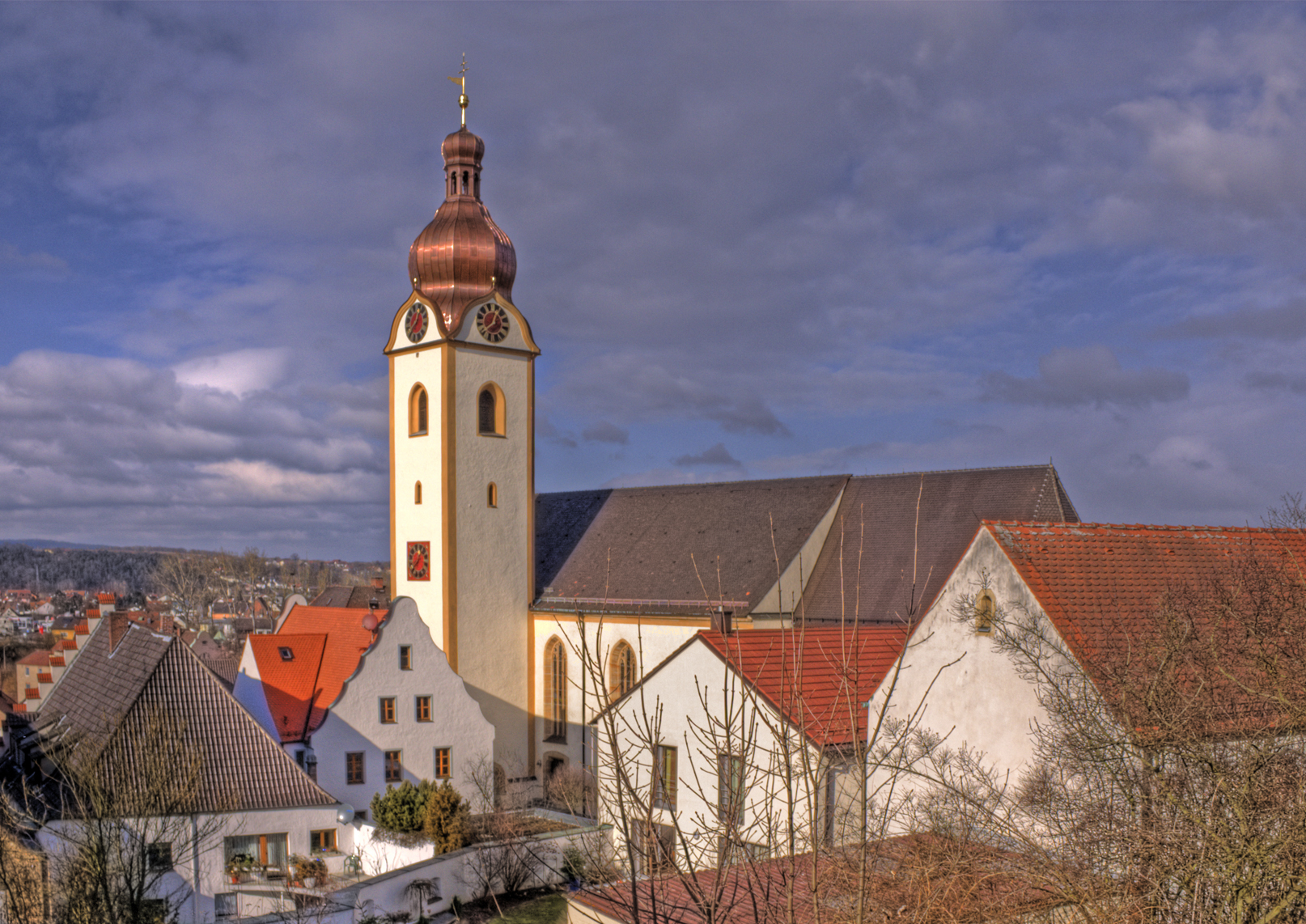
Farní kostel sv. Jakuba

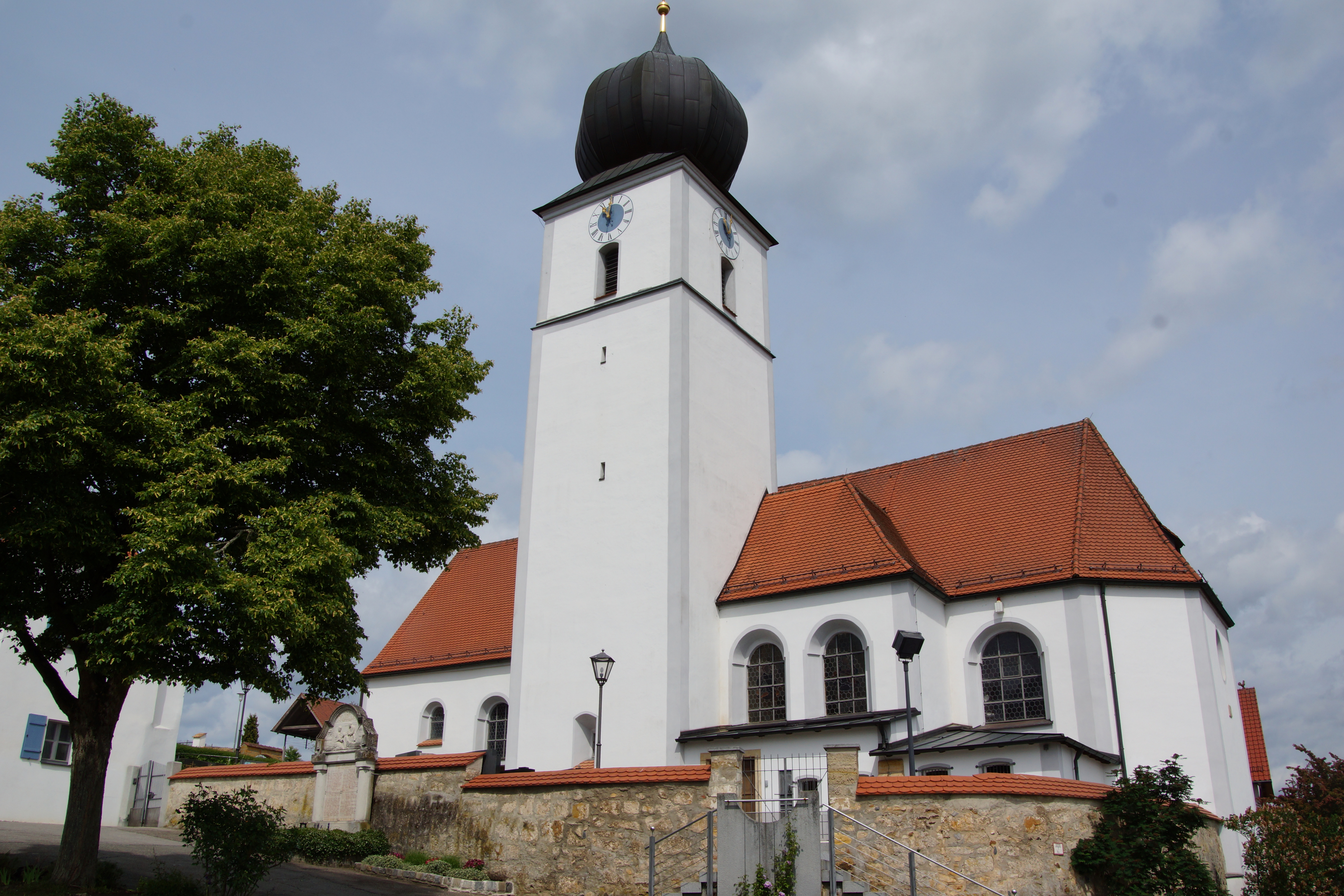
Farní kostel sv. Petra a Pavla ve Wiefelsdorfu

Město bylo odedávna proslulé svými kostely, po bombardování z let 1944–1945 z nich zůstalo šest uměleckohistoricky pozoruhodných staveb či jejich poutních obrazů nebo soch:
- Farní kostel sv. Jakuba – dominanta v centru města, původně součást hradu; gotická trojlodní bazilika s emporami na bočními loděmi a síťovou klenbou byla dokončená v roce 1400; nahradila uprostřed hřbitova dřívější hradní kapli sv. Anny. V letech 1866 až 1873 byl kostel zvětšen a dodán nový hlavní oltář. Oltářní archa se sochou sv. Alžběty Durynské v severní boční lodi je pozdně gotického původu; na stěnách se dochovaly kamenné renesanční a barokní epitafy a náhrobky.
- Poutní kostel Panny Marie Kreuzberské kláštera karmelitánů na Křížovém vrchu (Kreuzberg), poutní místo, původně jen poutní kaple z let 1678–1680 s replikou innsbruckého zázračného obrazu Panny Marie Pomocné (Mariahilf) od Lucase Cranacha staršího, v letech 1697-1699 pro velký počet poutníků musela být kaple poprvé rozšířena, v roce 1784 podruhé. Barokní kostel byl téměř úplně zničen při bombardování v roce 1945, zázračný obraz zůstal nedotčen. V letech 1949 až 1952 byl kostel přestavěn v moderním stylu.
- Filiální kostel svatých Janů Křtitele a Evangelisty v Kronstettenu – ze všech schwandorfských chrámů nejlépe dochovaný; raně gotický opevněný kostel ze 13. století. Na hlavním oltáři je socha Panny Marie Assumpty s Ježíškem, stojící na půlměsíci, blízká milostné poutní soše z Altöttingu. Poutě jsou doloženy od 17. století.
- Filiální kostel sv. Salvátora v Naabsiegenhofenu, opevněný románský kostelík ze 12. století, patřil k dávno zbořenému hradu místní vrchnosti. Stavba je dobře zachovalá.
- Farní kostel sv. Petra a Pavla ve Wiefelsdorfu, zmíněn v listině papeže Lucia III. 30. dubna 1183, kdy byl potvrzen katedrální kapitule v Řezně, údajně existoval již v karolinské době kolem roku 800. Zdivo lodi kostela je románské, v letech 1444–1445 proběhla gotická přestavba. V roce 1748 byl kostel rozšířen a zařízen v barokním stylu. Pozdně gotická socha Panny Marie je cílem mnoha poutí. na konzolách se dochovaly také další sochy gotické (sv. Anna Samatřetí, sv. Barbora) nebo barokní. Pro své kompletně dochované a nově restaurované zařízení je kostel hojně využíván také ke svatbám.
- Kostel sv. Martina v Neukirchenu – původem románsko-gotický v baroku upravený chrám, s dobře dochovaným barokním zařízením

- Každá z místních částí má také své lokální světské památky.

## Kultura, umění a muzea
- Městské muzeum (Stadtmuseum) – stálá expozice dějin, městské a lidové kultury Horní Falce. Otevřeno roku 1989.
- Hornofalcký dům umění (Oberpfälzer Künstlerhaus) v městské části Fronberg – kromě výstav současného umění má sbírky malířství, sochařství a grafiky.

## Politika

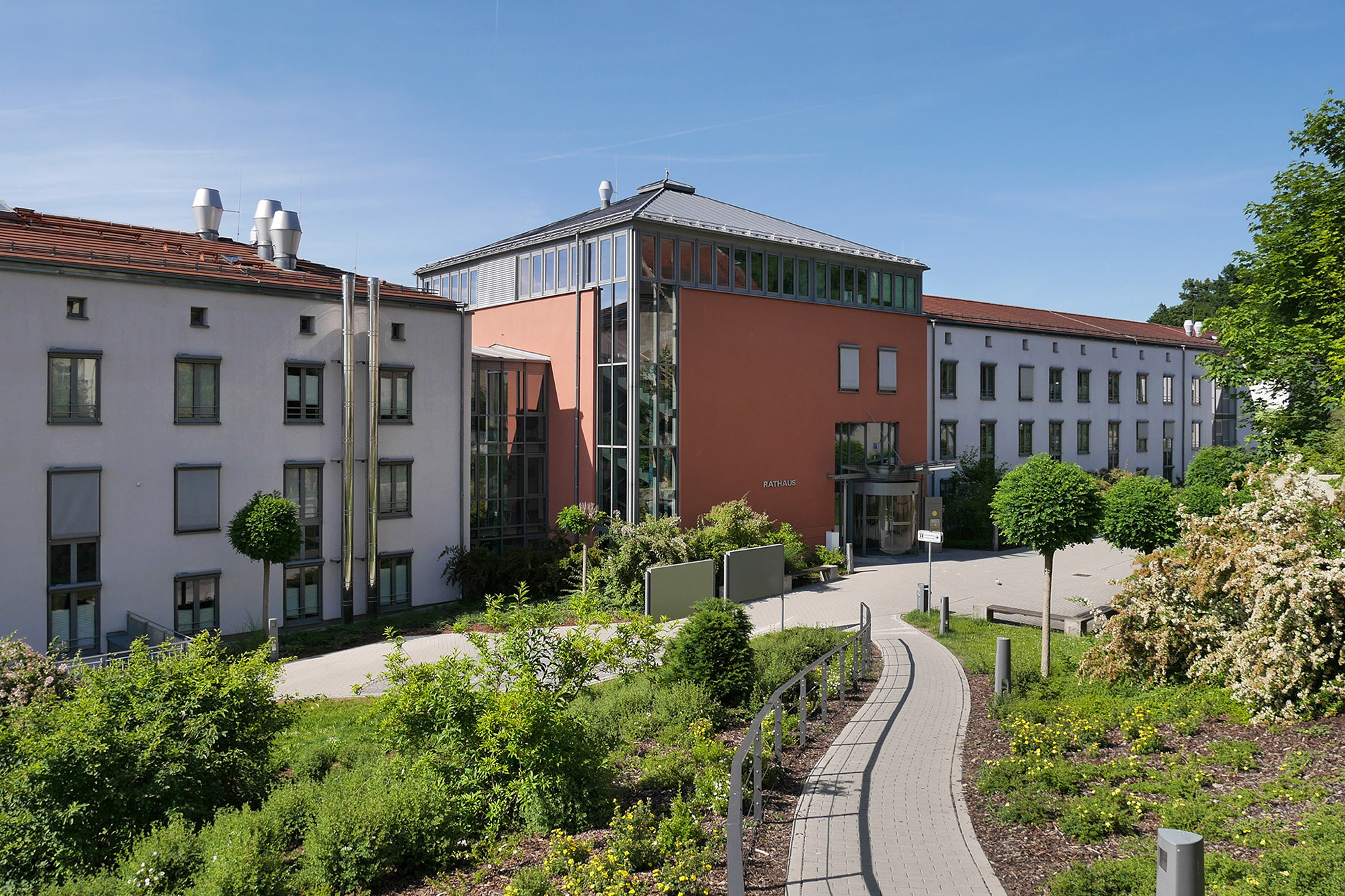
Radnice ve Schwandorfu

### Městská rada
Po komunálních volbách konaných dne 16. března 2014, jsou křesla v městské radě rozdělena následujícím způsobem:
| CSU       | SPD      | FW       | UW       | GRÜNE    | ÖDP      |
| --------- | -------- | -------- | -------- | -------- | -------- |
| 11 křesel | 9 křesel | 3 křesla | 3 křesla | 2 křesla | 2 křesla |

### Starostové
- 1946–1948 Dionys Bink (CSU)
- 1948–1958 Lorenz Sichler (SPD)
- 1958–1978 Josef Pichl (nestraník)
- 1978–2002 Hans Kraus (CSU)
- 2002–2014 Helmut Hey (SPD)
- 2014–0000 Andreas Feller (CSU)

### Partnerská města
- Libourne, Francie, od roku 1965
- Sokolov, Česko, od roku 2000

### Sponzorství
- obci Stadlern (zemský okres Schwandorf), od roku 1974
- městu Maxhütte-Haidhof (zemský okres Schwandorf), od roku 1953
- město a okres Sokolov – v roce 1959 zahájilo město Schwandorf podporu německým obyvatelům, kteří odešli ze Sokolovska na základě Benešových dekretů. Podpora je směřována především do oblasti zachování kultury, zvyků a ochrany práv[2]

## Osobnosti města

### Čestní občané města
- Christoph Höflinger (1795–1873), kněz
- Christian Augustin (1797–1877), podnikatel
- Johann Höfler (1830–1900), učitel
- Michael Luber (1847–1921), učitel
- Josef Kederer (1833–1905), kapitulní děkan
- Josef Past (1815–1893), kněz
- Josef Obelt (1840–1917), učitel
- Georg Eisenhart (1844–1922), podnikatel
- Andreas Kebbel (1842–1922), podnikatel
- Christian Augsburger (1859–1925), podnikatel
- Julius Braun (1858–1935), podnikatel
- Josef Bendl (1843–1928), kněz
- Friedrich-Walter Böttcher (1871–1945), podnikatel
- Franz Xaver Fichtl (1858–1948), učitel
- Eduard Moosburger (1867–1939), obecní tajemník v Dachelhofenu
- Adolf Brückl (1885–1966), zástupce ředitele školy
- Ludwig Spießl (1906–1996), děkan
- Gotthard Dimpfl (1909–1994), děkan
- Georg Ruhland (1909–1982), kněz
- Hans Hilbert (1895–1972), učitel
- Ludwig Hofbauer (1880–1957), veterinář
- Hans Rösch (1902–1976), ředitel společnosti Bayernwerk
- Alois Wild (1883–1972), děkan
- Heinrich Engelhardt (1885–1978), městský stavitel (funkce)
- Rudolf Danhardt (1901–1990), podnikatel
- Xaver Detter (1905–1969), starosta
- Walter Haschke (1913–1989), zemský rada
- Josef Hiltl (1889–1979), pomocný biskup
- Johann Diller (1898–1985), starosta
- Sebastian Auhofer (1902–1976), právník
- Georg Klitta (1907–1988), zástupce ředitele školy, historik
- Joseph Rappel (1900–1984), školní rada, historik
- Franz Sackmann (1920–2011), politik (CSU)
- Franz Sichler (1909–1985), poslanec zemského sněmu
- Georg Feldmeier (1923–1996), starosta
- Josef Pichl (1914–1996), primátor (CSU)
- Hans Kraus (1939–2008), primátor (CSU)
- Hans Schuierer (* 1931), zemský rada (SPD)
- Helmut Hey (* 1951), primátor (SPD)
- Josef Zilch (* 29. května 1928 ve Schwandorfu) německý dirigent a skladatel

Dne 23. února 1948 bylo čestné občanství zrušeno Paulu von Hindenburgovi, Adolfu Hitlerovi a ministru vnitra Adolfu Wagnerovi, kterým bylo uděleno za dob národního socialismu.

### Synové a dcery města
- Johann Kasimir Röls (* 2. březen 1646; † 8. únor 1715 v Augsburgu), od roku 1674 farář a později prelát v Donauwörthu, od roku 1708 do roku 1715 pomocný biskup v Augsburgu a titulární biskup v Amyclae (Tegea v Arkádii v Řecku)
- Johann Philipp Röls (* 29. leden 1659; † 7. květen 1723), působil v klášteře cisterciáků v Kaisheimu u Donauwörthu jako kněz jménem Rogerius; dne 15. dubna 1698 zvolen tamějším opatem
- Johann Leonhard Röls (* 10. červenec 1663; † 11. září 1748 v Donauwörthu); benediktinský kněz jménem Amandus působící v klášteře Svatého kříže (Heilig Kreuz) v Donauwörthu; 19. února 1691 zvolen tamějším opatem
- Joseph Fiertmair (* 18. únor 1702; † 24. červen 1738 v Rottenburgu); pozdně barokní malíř, spolu s Christopherem Thomasem Schefflerem žák pozdně barokního malíře Cosmase Damiana Asama; od roku 1723 jezuitský laický bratr
- Andreas Strobl (* 23. leden 1703; † 30. březen 1758 v Agaru v Indii); jezuita, misionář v Indii
- Franz Xaver Holl (* 22. listopad 1720; † 6. březen 1784 v Heidelbergu); jezuita a profesor církevního práva na univerzitě v Heidelbergu
- Johann Georg Holzbogen (* 15. srpen 1727; † 7. září 1775); dvorní skladatel Klementa Františka de Paula, prince bavorského
- Johann Wolfgang Nast (* 12. září 1805; † 13. únor 1856 v Mnichově); katolický farář v Sulzbachu (zemský okres Amberg-Sulzbach), děkan v Ambergu, 1848–1849 a 1855–1856 poslanec bavorského Landtagu, autor protižidovského článku (cílen proti Wolfovi Schlessingerovi, rabínovi v Sulzbachu), zveřejněného 9. května 1849 v sulzbašském týdeníku
- Konrad Max Kunz (* 29. duben 1812; † 3. srpen 1875 v Mnichově); skladatel bavorské hymny
- Caroline, rozená jako baronesa ze Spieringu, provdána jako hraběnka z Holnsteinu v Bavorsku a později jako baronka Künsberg z Fronbergu (* 8. květen 1815; 24. červenec 1859 v obci Fronberg/Schwandorf)
- Sebastian Gleißner (* 27. leden 1829; † 1. srpen 1890 v Traunsteinu), katolický kněz a člen říšského sněmu (německá katolická klerikální strana Zentrum – Deutsche Zentrumspartei)
- Elise Eigner správně Elisabeth Maria Eigner (* 4. březen 1867; † ) (sestra následující Pauline Eigner) umělecká malířka, provdána (1899) za uměleckého malíře Maxe Feldbauera
- Georg Escherich (* 4. leden 1870; † 26. srpen 1941 v Isenu), zakladatel organizace Organisation Escherich (Orgesch)
- Karl Escherich (* 18. září 1871; † 22. listopad 1951 v Kreuthu), zoolog
- Martin Treu (* 18. prosinec 1871 v Haselbachu u Schwandorfu; † 21. listopadu 1952 v Norimberku) byl od roku 1919 do roku 1933 místostarostou a v roce 1945 primátorem města Norimberk
- Pauline Eigner-Püttner (* 5. březen 1872; † 5. listopad 1960 v Bad Aiblingu); umělecká malířka a manželka Waltera Püttnera
- Johann Baptist Clemens Schaumberger (* 23. září 1885; † 27. srpen 1955 v obci Gars am Inn); byl německý staroorientalista a vědecký historik
- Josef Hiltl (* 30. srpen 1889; † 20. duben 1979 v Regensburgu); od roku 1951 do roku 1979 pomocný biskup v Regensburgu; titulární biskup z Constantina (Viranşehir, Turecko)
- Augustin Rösch (* 11. květen 1893; † 7. listopad 1961 v Mnichově); jezuitský provinciál, odbojář a člen bavorského senátu
- Franz Sales Gebhardt-Westerbuchberg (* 29. leden 1895; † 17. únor 1969  Westerbuchberg/Übersee am Chiemsee); umělecký malíř
- Ferdinand Konrad Zecherle, roku 1945 Konrad Rittmeyer (* 16. únor 1919; † 17. březen 2009 ve Veitshöchheimu), voják – nacista, velitel průzkumné jednotky Bundeswehru – Fernspählehrkompanie 200; po válce změnil identitu[3]
- Friedrich Gebhardt, pseudonym Eugen Oker (* 24. červen 1919; † 14. březen 2006 v Mnichově); spisovatel, kritik
- Josef Federer (* 19. březen 1921; † 6. září 2014); po dobu 24 let starosta obce Mühldorf am Inn a od roku 1990 její čestný občan
- Walther H. Heiss (* 1. červenec 1932), dětský chirurg
- Peter Mayer (* 8. srpen 1938; † 11. leden 2009), sochař
- Joseph von Westphalen (* 26. červen 1945), spisovatel
- Joachim Hanisch (* 25. květen 1948), bavorský politik (Freien Wähler (FW))
- Dorothea Steiner (* 21. srpen 1948), politička
- Helmut Wagner (* 24. srpen 1951), národohospodář
- Emilia Müller (* 28. září 1951), politička
- Karl-Georg Loritz (* 6. únor 1953), právník
- Ferdinand Glaser (* 25. červenec 1954; † 19. srpen 2014), hráč a trenér fotbalu
- Stefan Mickisch (* 5. červenec 1962), pianista
- Hubert Obendorfer (* 29. leden 1965), šéfkuchař a hoteliér oceněný michelinskou hvězdou
- Josef Zinnbauer (* 1. květen 1970), hráč a trenér fotbalu
- Susanne Lehnfeld (* 1972), germanistka, kulturní manažerka a spisovatelka píšící na téma hudba a hudební výchova
- Anja Utler (* 1973), lyrička
- Tobias Thalhammer (* 7. srpen 1979), politik

### Osoby spojené s městem
- Hans Krafft z Vestenbergu († 19. srpen 1564 ve Schwandorfu, pohřben ve farním kostele sv. Jakuba) byl falckraběcí zemský soudce a správce v Burglengenfeldu a do státního bankrotu vévodství Pfalz-Neuburg dne 3. února 1544, také předsedající zemského sněmu, od 20. srpna 1544 do 15. srpna 1552, nejvyšší představitel státu.
- Baron Goswin ze Spieringu (* 1585; † 2. duben 1638 v obci Neuburg an der Donau), v roce 1623 získal zámek Fronberg a byl místodržícím knížectví Pfalz-Neuburg.
- Oskar Miller, od roku 1875 von Miller (* 7. května 1855 v Mnichově; † 9. dubna 1934 tamtéž) byl německý stavební inženýr. Stal se známým jako průkopník využívání vodní energie a zakladatel Německého muzea v Mnichově. V roce 1895 koupil ve Schwandorfu, městské části Ettmannsdorf, vodní hamr a zřídil tam elektrárnu. V březnu 1927 zde zahájil pokus celosvětového významu. Odvážné ženy začaly pod jeho vedením „vařit na elektřině“. O rok později bylo v provozu již 65 a v září 1929 již 160 elektrických kuchyní.
- Randolph baron z Breidbachu-Bürresheimu (* 10. srpen 1912 v Bonnu; † 13. červen 1945 v koncentračním táboře Sachsenhausen), profesí právník, v německé armádě patřil za 2. světové války ke skupině odporu proti národnímu socialismu. Byl v kontaktu se skupinou, která dne 20. července 1944 spáchala atentát na Adolfa Hitlera (Operace Valkýra). Jeho rodičům patřil zámek Fronberg, kde strávil své mládí.
- Franz Sackmann (* 17. prosinec 1920 v Kaiserslauternu; † 14. říjen 2011 v Rodingu) byl německý politik. Byl členem bavorského Landtagu, zemským radou zemského okresu Roding a státním tajemníkem bavorského ministerstva hospodářství. Byl také zakládajícím členem CSU. Od roku 1977 je čestným občanem města Schwandorf.
- Ferenc Sidó [ˈfɛrɛnʦ ˈʃidoː] (* 18. duben 1923; † 6. únor 1998 v Budapešti) byl maďarský stolní tenista. V roce 1953 byl mistrem světa. Dvakrát se stal mistrem světa ve dvouhře, ve smíšených dvojicích čtyřikrát a čtyřikrát s maďarským družstvem. V roce 1960 vyhrál mistrovství Evropy jednotlivců. Byl aktivním hráčem TTF Schwandorf.
- Emeritní papež Benedikt XVI. (16. dubna 1927 –  31. prosince 2022) byl ve Schwandorfu od 19. března 2006 čestným členem spolku Josefi založeného roku 1874. Certifikát byl předán 29. března 2006 předsedou spolku Josefem Andreem a pokladníkem Josefem Heislerem při audienci v Římě.
- Pierre Brice (* 6. únor 1929 v Brestu ve Francii; † 6. červen 2015 v Paříži), představitel Vinnetoua, byl ženatý se schwandorfskou rodačkou Hellou Krekelovou.
- Hansjörg Wagner (* 3. srpen 1930 v Berlíně; † 14. květen 2013 v Mnichově) byl německý kreslíř, malíř a sochař. Navrhl býka v chovatelském centru ve Schwandorfu.
- Walter Odersky (* 17. červenec 1931 v Prudnik/Horní Slezsko) byl v letech 1988 – 1996 předsedou Spolkového soudního dvora. Mládí prožil ve Schwandorfu.
- Ingomar Grünauer (* 11. srpen 1938 v Melku) je rakouský hudební skladatel současnosti. V letech 1968 – 1982 působil jako učitel na základních školách ve Schwandorfu.
- Willy Meyer (* 17. březen 1937 v Ambergu) je bývalý německý fotbalista, který hrál 16. září 1959 na berlínském stadionu Waltera Ulbrichta v prvním německo-německém vyřazovacím zápase před kvalifikací na letní olympijské hry v Římě v roce 1960. Nastoupil v národním družstvu amatérů (BRD) proti národnímu fotbalovému družstvu DDR (2:0). Hrál fotbal také ve Schwandorfu.
- Heiner Riepl (* 1948), malíř a grafik, v letech 1988 – 2013 vedl Oberpfälzer Künstlerhaus, který se nachází ve vile Kebbel (Fronberger Strasse 31, Schwandorf)
- Peter Bauer (* 10. březen 1949 v Schönwaldu/Horní Franky) je německý komunální a zemský politik (strana Freie Wähler); své mládí prožil ve Schwandorfu
- Franz Schindler (* 13. leden 1956 v Teublitz) je bavorský advokát a poslanec Landtagu za SPD; bydlí ve Schwandorfu a je členem městské rady
- Florian Thalhofer (* 1972 v Burglengenfeldu) dokumentarista a umělec nových médií. Jeho rodiče žijí ve Schwandorfu. On zde prožil své mládí
- Anna Maria Sturm (* 1982 v Regensburgu) herečka, od roku 2011 hraje vyšetřovatelku v seriálu Polizeiruf-110; vyrůstala ve Schwandorfu
- Oliver Fink (* 6. červen 1982 v Hirschau) fotbalista a hráč 1. FC Schwandorf